# L'Écho de la Martinique
L'Écho de la Martinique, Journal républicain, organe du parti ouvrier, est un journal français généraliste et d'opinion socialiste, publié à Saint-Pierre en Martinique du samedi 30 janvier 1897 jusqu'au dimanche 4 mai 1902.

## Histoire
L’Echo de la Martinique est fondé à Saint-Pierre le samedi 30 janvier 1897 par Hyacinthe Nicole, maire de Saint-Pierre, La Piquonne et Louis Ernoult, conseillers municipaux, qui se rendent, dans ce but, acquéreurs de l’imprimerie de l’Union Coloniale. Ce journal est publié à un rythme bi-hebdomadaire, le jeudi et le dimanche, et est vendu 15 centimes de franc. Il comprend quatre pages de 45 centimètres.
L’Echo de la Martinique disparaît lors de l'éruption de la montagne Pelée en 1902 qui rase la ville de Saint-Pierre et réduit ainsi l'émergence de la presse socialiste qui était basée à Saint-Pierre.

## Contenu éditorial
L'Echo de la Martinique est un organe de presse qui pourfend régulièrement les Békés dans ses articles.
En première page figurent les « Dépêches du câble », lesquelles s’étendent parfois jusqu’à la deuxième page.

## Organisation

### Directeur de publication
- M. Langeron : 30 janvier 1897 - 8 mai 1902

### Rédacteur en chef
- Hyacinthe Nicole : 30 janvier 1897 - 8 mai 1902

### Siège
L'imprimerie du journal est située au no 5 de la rue Caylus à Saint-Pierre, dans le quartier du Mouillage.